# نيكولاي بودجورني (ممثل)
نيكولاي أفاناسييفيتش بودجورني ولد يوم 10 ديسمبر 1879 بمدينة موسكو عاصمة روسيا الاتحادية حاليا الاتحاد السوفياتي سابقا وتوفي بوم 2 اوت 1947 بموسكو أيضا وكان ممثلا ولاحقًا قارئًا ومؤدي صوت في الدراما، وكان مرتبطًا بمسرح موسكو للفنون.